# Элиана
Элиана Михайлишин Безерра (порт. Eliana Michaelichen Bezerra; более известная как Элиана; род. 22 ноября 1973) — бразильская актриса и певица.
Является ведущей телешоу «Eliana» в эфире бразильского телевидения.

## Биография
Родилась 22 ноября 1973 года в Сан-Паулу, Бразилия.
Отец — Жозе Безерра, родился в городе Солонополи. В Сан-Паулу встретился с Евой Михайлишиной (чьи предки были украинцами), которая родилась в Ирати.
Сын — Артур Безерра Михайлишин Босколи, родился 10 августа 2011 года.

## Достижения
- В 1999 году Элиана была номинирована на «Латинский Грэмми» за лучший детский альбом Primavera.
- Элиана создала фильм экологической тематики — Eliana em О Segredo dos Golfinhos, который вышел на экраны 14 января 2005 года. Фильм был снят в Мексике.